# فرودگاه نیروی هوایی سلطنتی لاسیماوث
فرودگاه نیروی هوایی سلطنتی لاسیماوث (به انگلیسی: RAF Lossiemouth) (به زبان بومی: Motto: Thoir An Aire) یک فرودگاه نظامی با کد یاتا LMO است که یک باند فرود آسفالت دارد و طول باند آن ۲۷۵۵ متر است. این فرودگاه در کشور انگلستان قرار دارد و در ارتفاع ۱۳ متری از سطح دریا واقع شده است.